# تسمينة أحمد الشيخ
تسمينة أحمد الشيخ (من مواليد 5 أكتوبر 1970) هي سياسية اسكتلندية، تشغل منصب رئيسة حزب ألبا منذ عام 2021. وكانت أيضًا عضوًا في البرلمان (MP) عن أوشيل وجنوب بيرثشاير من 2015 إلى 2017. شغلت أحمد شيخ منصب المتحدث الرسمي باسم التجارة والاستثمار في الحزب الوطني الاسكتلندي، ومنسق المؤتمر الوطني للمرأة والمساواة في الحزب الوطني الاسكتلندي. هي محامية وسيدة أعمال وممثلة سابقة أسس تأحمد شيخ ورأست سابقًا جمعية المرأة الآسيوية الاسكتلندية.